# Giải Wolf về Hóa học
Giải Wolf về Hóa học (tiếng Anh: Wolf Prize in Chemistry) là một trong 6 giải thưởng của Quỹ Wolf, được trao hàng năm cho các phát hiện và thành tựu trong lãnh vực Hóa học, từ năm 1978. Các giải thưởng khác của Quỹ Wolf là Giải Wolf về Nông nghiệp, Giải Wolf về Toán học, Giải Wolf về Y học, giải Wolf về Vật lý và Giải Wolf về Nghệ thuật.

## Danh sách các người đoạt giải[1]
| Năm    | Tên                                                  | Quốc tịch                           | Ghi chú         |  |
| ------ | ---------------------------------------------------- | ----------------------------------- | --------------- |  |
| 1978   | Carl Djerassi                                        | Hoa Kỳ                              |                 |  |
| 1979   | Herman Mark                                          | Áo / Hoa Kỳ                         |                 |  |
| 1980   | Henry Eyring                                         | México / Hoa Kỳ                     |                 |  |
| 1981   | Joseph Chatt                                         | Anh Quốc                            |                 |  |
| 1982   | John Charles Polanyi                                 | Canada                              |                 |  |
| 1982   | George C. Pimentel                                   | Hoa Kỳ                              |                 |  |
| 1983/4 | Herbert S. Gutowsky                                  | Hoa Kỳ                              |                 |  |
| 1983/4 | Harden M. McConnell                                  | Hoa Kỳ                              |                 |  |
| 1983/4 | John S. Waugh                                        | Hoa Kỳ                              |                 |  |
| 1984/5 | Rudolph A. Marcus                                    | Canada / Hoa Kỳ                     |                 |  |
| 1986   | Elias James Corey                                    | Hoa Kỳ                              |                 |  |
| 1986   | Albert Eschenmoser                                   | Thụy Sĩ                             |                 |  |
| 1987   | David C. Phillips David M. Blow                      | Anh Quốc · Anh Quốc                 |                 |  |
| 1988   | Joshua Jortner Raphael David Levine                  | Israel · Israel                     |                 |  |
| 1989   | Duilio Arigoni Alan R. Battersby                     | Thụy Sĩ · Anh Quốc                  |                 |  |
| 1990   | Không trao giải                                      | Không trao giải                     | Không trao giải |  |
| 1991   | Richard R. Ernst                                     | Thụy Sĩ                             |                 |  |
| 1991   | Alexander Pines                                      | Rhodesia / Hoa Kỳ                   |                 |  |
| 1992   | John Pople                                           | Anh Quốc                            |                 |  |
| 1993   | Ahmed Hassam Zewail                                  | Ai Cập / Hoa Kỳ                     |                 |  |
| 1994/5 | Richard Lerner Peter Schultz                         | Hoa Kỳ · Hoa Kỳ                     |                 |  |
| 1995/6 | Gilbert Stork Samuel J. Danishefsky                  | Hoa Kỳ · Hoa Kỳ                     |                 |  |
| 1996/7 | Không trao giải                                      | Không trao giải                     | Không trao giải |  |
| 1998   | Gerhard Ertl Gabor A. Somorjai                       | Đức · Hungary                       |                 |  |
| 1999   | Raymond U. Lemieux                                   | Canada                              |                 |  |
| 2000   | Frank Albert Cotton                                  | Hoa Kỳ                              |                 |  |
| 2001   | Henri B. Kagan Ryoji Noyori K. Barry Sharpless       | Pháp · Nhật Bản · Hoa Kỳ            |                 |  |
| 2002/3 | Không trao giải                                      | Không trao giải                     | Không trao giải |  |
| 2004   | Harry B. Gray                                        | Hoa Kỳ                              |                 |  |
| 2005   | Richard N. Zare                                      | Hoa Kỳ                              |                 |  |
| 2006/7 | Ada Yonath George Feher                              | Israel · Hoa Kỳ                     |                 |  |
| 2008   | William E. Moerner Allen J. Bard                     | Hoa Kỳ · Hoa Kỳ                     |                 |  |
| 2009   | Không trao giải                                      | Không trao giải                     | Không trao giải |  |
| 2010   | Không trao giải                                      | Không trao giải                     | Không trao giải |  |
| 2011   | Stuart A. Rice Ching W. Tang Krzysztof Matyjaszewski | Hoa Kỳ; · Hoa Kỳ; · Ba Lan / Hoa Kỳ |                 |  |
| 2012   | A. Paul Alivisatos                                   | Hoa Kỳ                              |                 |  |
| 2012   | Charles M. Lieber                                    | Hoa Kỳ                              |                 |  |
| 2013   | Robert S. Langer                                     | Hoa Kỳ                              |                 |  |
| 2014   | Chi-Huey Wong                                        | Taiwan                              |                 |  |
| 2015   | Không trao giải                                      | Không trao giải                     | Không trao giải |  |